# Aleksandr Souglobov
Aleksandr Mikhaïlovitch Souglobov - en russe : Александр Михайлович Суглобов et en anglais : Alexander Suglobov (né le 15 janvier 1982 à Elektrostal en URSS) est un joueur professionnel russe de hockey sur glace.

## Biographie

### Carrière en club
Formé au Lokomotiv Iaroslavl, il est choisi en 2000 au cours du repêchage d'entrée dans la Ligue nationale de hockey par les Devils du New Jersey en 2e ronde, en 56e position. Il remporte avec le Lokomotiv la Superliga 2002 et 2003. Il part alors en Amérique du Nord. Assigné aux River Rats d'Albany de la Ligue américaine de hockey, il ne joue que deux parties avec les Devils. Il est échangé aux Maple Leafs de Toronto en retour de Ken Klee le 8 mars 2006. Il joue 16 parties avec les Maple Leafs. Il revient dans son pays natal en 2007.

### Carrière internationale
Il a représenté la Russie au niveau international.

## Statistiques

### En club
| Saison     | Équipe                 | Ligue        |    | Saison régulière | Saison régulière | Saison régulière | Saison régulière | Saison régulière |    | Séries éliminatoires | Séries éliminatoires | Séries éliminatoires | Séries éliminatoires | Séries éliminatoires |
| Saison     | Équipe                 | Ligue        | PJ | B                | A                | Pts              | Pun              | PJ               | B  | A                    | Pts                  | Pun                  |                      |                      |
| 1998-1999  | HK Spartak Moscou 2    | Pervaïa Liga | 1  | 0                | 0                | 0                | 0                |                  |    |                      |                      |                      |                      |                      |
| 1998-1999  | HK Spartak Moscou      | Superliga    | 1  | 0                | 0                | 0                | 0                |                  |    |                      |                      |                      |                      |                      |
| 1999-2000  | Lokomotiv Iaroslavl 2  | Pervaïa Liga | 38 | 24               | 10               | 34               | 57               |                  |    |                      |                      |                      |                      |                      |
| 2000-2001  | SKA Saint-Pétersbourg  | Superliga    | 7  | 1                | 0                | 1                | 2                |                  |    |                      |                      |                      |                      |                      |
| 2000-2001  | Salavat Ioulaïev Oufa  | Superliga    | 6  | 0                | 0                | 0                | 4                |                  |    |                      |                      |                      |                      |                      |
| 2000-2001  | Lokomotiv Iaroslavl    | Superliga    | 4  | 0                | 0                | 0                | 2                |                  |    |                      |                      |                      |                      |                      |
| 2001-2002  | Lokomotiv Iaroslavl    | Superliga    | 23 | 4                | 1                | 5                | 20               |                  |    |                      |                      |                      |                      |                      |
| 2002-2003  | Lokomotiv Iaroslavl    | Superliga    | 17 | 4                | 2                | 6                | 12               | 5                | 1  | 0                    | 1                    | 2                    |                      |                      |
| 2002-2003  | Neftekhimik Nijnekamsk | Superliga    | 6  | 0                | 0                | 0                | 4                | --               | -- | --                   | --                   | --                   |                      |                      |
| 2003-2004  | River Rats d'Albany    | LAH          | 35 | 11               | 11               | 22               | 54               | --               | -- | --                   | --                   | --                   |                      |                      |
| 2003-2004  | Devils du New Jersey   | LNH          | 1  | 0                | 0                | 0                | 0                | --               | -- | --                   | --                   | --                   |                      |                      |
| 2004-2005  | River Rats d'Albany    | LAH          | 72 | 25               | 21               | 46               | 77               | --               | -- | --                   | --                   | --                   |                      |                      |
| 2005-2006  | River Rats d'Albany    | LAH          | 51 | 25               | 23               | 48               | 52               | --               | -- | --                   | --                   | --                   |                      |                      |
| 2005-2006  | Devils du New Jersey   | LNH          | 1  | 1                | 0                | 1                | 0                | --               | -- | --                   | --                   | --                   |                      |                      |
| 2005-2006  | Marlies de Toronto     | LAH          | 15 | 8                | 2                | 10               | 21               | 5                | 5  | 2                    | 7                    | 2                    |                      |                      |
| 2005-2006  | Maple Leafs de Toronto | LNH          | 2  | 0                | 0                | 0                | 0                | --               | -- | --                   | --                   | --                   |                      |                      |
| 2006-2007  | Maple Leafs de Toronto | LNH          | 14 | 0                | 0                | 0                | 4                | --               | -- | --                   | --                   | --                   |                      |                      |
| 2006-2007  | Marlies de Toronto     | LAH          | 32 | 3                | 10               | 13               | 16               | --               | -- | --                   | --                   | --                   |                      |                      |
| 2007-2008  | CSKA Moscou            | Superliga    | 33 | 10               | 4                | 14               | 41               | 6                | 4  | 1                    | 5                    | 29                   |                      |                      |
| 2008-2009  | CSKA Moscou            | KHL          | 54 | 14               | 15               | 29               | 67               | 8                | 0  | 1                    | 1                    | 4                    |                      |                      |
| 2009-2010  | CSKA Moscou            | KHL          | 37 | 12               | 14               | 26               | 22               | 3                | 0  | 0                    | 0                    | 4                    |                      |                      |
| 2010-2011  | HK Spartak Moscou      | KHL          | 14 | 3                | 4                | 7                | 8                | -                | -  | -                    | -                    | -                    |                      |                      |
| 2010-2011  | CSKA Moscou            | KHL          | 15 | 5                | 4                | 9                | 4                | -                | -  | -                    | -                    | -                    |                      |                      |
| 2011-2012  | Torpedo Nijni Novgorod | KHL          | 4  | 0                | 1                | 1                | 2                | -                | -  | -                    | -                    | -                    |                      |                      |
| 2011-2012  | Sibir Novossibirsk     | KHL          | 31 | 13               | 6                | 19               | 16               | -                | -  | -                    | -                    | -                    |                      |                      |
| 2012-2013  | Traktor Tcheliabinsk   | KHL          | 15 | 2                | 4                | 6                | 2                | -                | -  | -                    | -                    | -                    |                      |                      |
| 2012-2013  | HK Spartak Moscou      | KHL          | 29 | 5                | 9                | 14               | 18               | -                | -  | -                    | -                    | -                    |                      |                      |
| Totaux LNH | Totaux LNH             | Totaux LNH   | 18 | 1                | 0                | 1                | 4                |                  |    |                      |                      |                      |                      |                      |

## Trophées et honneurs personnels
- Participe au Match des étoiles de la Ligue américaine de hockey en 2005-2006.

### En équipe nationale
| Année | Compétition                 | PJ | B | A | PTS | +/- | PUN | Résultat                    |
| ----- | --------------------------- | -- | - | - | --- | --- | --- | --------------------------- |
| 2001  | Championnat du monde junior | 7  | 0 | 1 | 1   | +1  | 4   | Éliminée en quart de finale |
| 2003  | Championnat du monde        | 7  | 3 | 0 | 3   | +1  | 2   | Éliminée en quart de finale |